# Famille Lambert des Champs de Morel
Pour les articles homonymes, voir Familles de Lambert.
La famille Lambert des Champs de Morel olim Lambert (qui porte depuis de Lambert des Champs de Morel) est une famille subsistante de la noblesse française.

## Histoire
Cette famille est de noblesse d'extraction selon certains auteurs, anoblie en 1632 par charge selon d'autres, originaire de l'Île-de-France, maintenue noble en 1666.
En 1822, Jean-Baptiste-Pierre Jullien de Courcelles dans  son Dictionnaire universel de la noblesse de France, sur des renseignements produits par la famille Lambert, fait remonter cette famille à un Thomas Lambert, écuyer, qui acquit en 1422 un fief en la paroisse de Tourlaville près de Cherbourg en Normandie. Il écrit : « Le commencement de la noblesse de la famille Lambert n'est point connu mais il est extrêmement ancien. Une tradition immémoriale et une foule de titres conservés dans ses archives, attestent qu'elle a toujours été tenue et réputée issue de noble et ancienne race, ce que confirme une enquête faite judiciairement en l'année 1573 qui apprend que cette famille est originaire de l'Île-de-France, où elle avait beaucoup de biens, qu'elle vint ensuite se fixer en Normandie près de Cherbourg, qu'elle y a possédé plusieurs fiefs, notamment le fief de Rouville, qu'elle est revenue s'établir à Paris où l'un de ses membres fut pourvu d'un office de conseiller. Enfin, que postérieurement un puîné de cette famille nommé Thomas Lambert revint en Normandie s'établit en la paroisse de Tourlaville et y vécut noblement ».
Cette filiation n'est pas reprise par les auteurs plus récents :
Dans l'ouvrage Le Second ordre (1947) cette famille est indiquée anoblie en 1632 (date à laquelle Guillaume Lambert, acquit la charge de conseiller correcteur en la Chambre des Comptes de Paris).
Charondas dans  À quel titre (1970) écrit que cette famille fut anoblie par charge en 1632.
D'après Henri Jougla de Morenas, la filiation de la famille Lambert n'est suivie qu'à partir de Jean Lambert, procureur, trouvé en 1603, qui laissa de Marie Barat : Guillaume Lambert, né en 1603, conseiller correcteur en la Chambre des Comptes de Paris en 1632, maître en la Chambre des Comptes en 1655, marié en 1638 à Marie de Montchal et père de : Jean Pierre Lambert, né en 1612, conseiller correcteur en la Chambre des Comptes en 1683, puis conseiller du Grand Conseil en 1713, qui épousa en 1692 Catherine Pépin, dont il eut deux fils : Claude-Guillaume, et Jean Baptiste qui continuèrent.
F. de Saint-Simon dans le Dictionnaire de la noblesse française (1975) écrit qu'il s'agit d'une famille d'extraction, maintenue noble en 1666.

### Branches
Cette famille s'est divisée en deux branches :
- La branche aînée de cette famille qui posséda la terre de Chamerolles, reçut en 1810 le titre de baron de l’Empire et s'éteignit à la fin du XIXe siècle[5].
- La branche cadette, subsistante, fut titrée baron héréditaire par ordonnance du 12 novembre 1817[1] en la personne d' Alphonse Étienne Lambert.

Alphonse Etienne Lambert était le fils de Jacques Etienne Joseph Lambert et de Marie Geneviève Leschassier des Champs de Morel. La famille Leschassier s'était alliée avec la famille Deschamps dit Morel et un accord entre les parties stipulait que le nom Deschamps dit Morel serait relevé par le dernier descendant. C'est ainsi que Alphonse Étienne LAMBERT fut baptisé sous le nom de Alphonse Étienne Lambert - Deschamps de Morel. Son dossier de l'Ordre de la Légion d'Honneur relate toutes les phases de la modification du nom qui ont fini par aboutir à un Procès-Verbal d'Individualité du premier arrondissement de Paris en date du 26 juillet 1860.

## Personnalités
- Charles Claude Guillaume Lambert, contrôleur général des finances
- Jacques Marie Louis de Lambert des Champs de Morel (1932-), général de brigade français
- Joseph Lambert, docteur en théologie de la Sorbonne, prieur de Saint-Martin de Palaiseau et curé de Saint-André des Arts[7]
- Vincent de Lambert des Champs de Morel, dirigeant d'entreprise.

## Armes
Les armes de la famille se balsonnent ainsi : De gueules au chevron d'or, accompagné en chef de deux croissants d'argent et en pointe d'un chêne arraché d'or.
On trouve également dans certains documents anciens une version avec "un chêne arraché de sinople" ne respectant pas la règle d'alternance des métaux et émaux.

## Propriétés
- Château de Chamerolles (45170 Chilleurs-aux-Bois)
- Château du Fresne (49490 Auverse)